# Літтл-Медоус (Пенсільванія)
Літтл-Медоус (англ. Little Meadows) — місто (англ. borough) в США, в окрузі Сасквегенна штату Пенсільванія. Населення — 245 осіб (2020).

## Географія
Літтл-Медоус розташований за координатами 41°59′21″ пн. ш. 76°7′40″ зх. д. / 41.98917° пн. ш. 76.12778° зх. д. (41.989059, -76.127718).  За даними Бюро перепису населення США в 2010 році місто мало площу 6,28 км², уся площа — суходіл.

## Демографія
Згідно з переписом 2010 року, у селищі мешкали 273 особи в 119 домогосподарствах у складі 76 родин. Густота населення становила 43 особи/км².  Було 134 помешкання (21/км²).
Расовий склад населення:
| - 99,3 % — білих - 0,4 % — азіатів |

До двох чи більше рас належало 0,4 %. Частка іспаномовних становила 1,5 % від усіх жителів.
За віковим діапазоном населення розподілялося таким чином: 16,1 % — особи молодші 18 років, 60,1 % — особи у віці 18—64 років, 23,8 % — особи у віці 65 років та старші. Медіана віку мешканця становила 52,3 року. На 100 осіб жіночої статі у селищі припадало 97,8 чоловіків;  на 100 жінок у віці від 18 років та старших — 100,9 чоловіків також старших 18 років.
Середній дохід на одне домашнє господарство  становив 63 609 доларів США (медіана — 45 469), а середній дохід на одну сім'ю — 87 066 доларів (медіана — 78 750). Медіана доходів становила 41 750 доларів для чоловіків та 31 250 доларів для жінок. За межею бідності перебувало 8,3 % осіб, у тому числі 16,7 % дітей у віці до 18 років та 3,0 % осіб у віці 65 років та старших.
Цивільне працевлаштоване населення становило 108 осіб. Основні галузі зайнятості: будівництво — 25,0 %, освіта, охорона здоров'я та соціальна допомога — 22,2 %, виробництво — 15,7 %.